# Mr. Young
Mr. Young ist eine kanadische Jugend-Sitcom, die zum ersten Mal am 1. März 2011 auf dem Sender YTV ausgestrahlt wurde. Die Idee zur Serie lieferte Dan Signer, der unter anderem auch Schöpfer der Disney-Channel-Serie A.N.T.: Achtung Natur-Talente ist. Die Serie handelt von Adam Young, der bereits im Alter von 14 Jahren einen Uni-Abschluss besitzt. Um weiter in Kontakt mit gleichaltrigen Freunden zu bleiben, beschließt er, wieder zur Highschool zurückzukehren, dieses Mal aber als Lehrer.
Die letzte Folge mit dem Titel Mr. Finale wurde am 28. November 2013 ausgestrahlt.

## Handlung
Adam Young erwirbt bereits im Alter von 14 Jahren einen Universitätsabschluss, woraufhin er auf die Schule zurückkehrt, dort aber Lehrer für Naturwissenschaften wird. Da er nicht älter als seine Schüler ist, einer von ihnen sogar ein Freund aus Kindheitstagen, wird er kaum als Autoritätsperson wahrgenommen.

## Figuren

### Hauptrollen
Adam Young (Brendan Meyer) ist 14 Jahre alt und Lehrer für Naturwissenschaften an der Finnegan High School. Er ist mit Derby und Echo befreundet. Er hat sich in Echo verliebt und versucht viele Dinge, ihre Aufmerksamkeit zu erlangen, wobei sich zwischen beiden keine engere Beziehung entwickelt. Seine Mutter ist Rachel Young und er hat eine Schwester, Ivy. Über seinen Vater ist nichts bekannt.
Echo Zizzleswift (Matreya Fedor) ist eine strebsame Schülerin der Finnegan High School. Sie besucht den Naturwissenschaftsunterricht bei Adam Young. Sie kümmert sich sehr um andere Menschen. Sie ist rücksichtsvoll, umsichtig, umweltbewusst, aber auch geltungssüchtig und sie mag Science-Fiction. Adam ist in sie verliebt, sie aber eher distanziert. Ihr Nachname wurde in der Folge Mr. College enthüllt.
Derby (Gig Morton) ist Schüler an der Finnegan High School. Er hat sich in Ivy verliebt, die ihn aber abstoßend findet. Er moderiert eine Radiosendung namens „Drive Time with Derby“. Er ist Adams bester Freund und gleichzeitig sein Schüler. Er ist an dessen Unterricht nicht sonderlich interessiert, versucht aber bei jeder Gelegenheit aus Adams Erfindungen Profit zu schlagen.
Jordan ‚Slab‘ Slabinski (Kurt Ostlund) ist ein großer und kräftiger Schüler und aufgrund seiner Dummheit mehrfach sitzen geblieben. Er sabotiert bei jeder Gelegenheit Adams Unterricht, ist ihm aber privat öfter behilflich. Er steckt Nerds gerne in Mülltonnen und hat noch nicht einmal vor dem Rektor Respekt. Nur vor Milch hat er Angst.
Ivy Young (Emily Tennant) ist Adams ältere Schwester. Sie ist oft unhöflich, selbst zu Lehrern. Sie mag es, zu shoppen und alle herumzukommandieren. Ivy wird als stereotypische Blondine dargestellt, die zwar attraktiv, aber ziemlich dumm ist. Sogar ihr Roboter-ego ist dumm, weil es vor der Schlägerei mit der echten Ivi ihre Batterien abgibt. Sie ist in Hutch verliebt, der sie meist ignoriert oder auf ihr verrücktes Verhalten hinweist. Auch versucht sie ihn bei jeder Gelegenheit eifersüchtig zu machen, was selten funktioniert. Sie ist zusammen mit Echo Reporterin für die Schulzeitung.

### Nebenrollen
Principal Tater (Milo Shandel) ist der Schulleiter der Finnegan High School, der Adams Unterricht besonders häufig kontrolliert, weil er ihm aufgrund seines jugendlichen Alters misstraut. Er wird als recht ungeschickt dargestellt und verhängt mit Freude Nachsitzen. Er hat aufgrund eines Kindheitserlebnisses Angst vor Zimt.
Dang (Raugi Yu) ist der Hausmeister der Schule. Er erscheint gewöhnlich quasi aus dem Nichts, wenn seine Anwesenheit erwünscht wird. Er kann vieles allein machen, beispielsweise Beachvolleyball spielen. Er hält sich durch seine Kampfsportkentnisse für unbesiegbar, muss sich aber genau wie Slab der schieren Roboterkraft von Arthur geschlagen geben.
Ms. Byrne (Paula Shaw) ist eine ältere, ahnungslose Geschichtslehrerin, die sich um die Schulzeitung und den Naturwissenschaftsclub kümmert. Ihr Hauptthema ist der Krieg von 1812. Adam und Ivy konnten sie in Mr. Summer Vacation überzeugen, dass sie ihre Großmutter sei und mit ihnen in den Urlaub fährt, sowie Derby, das sie eine Kreuzfahrt gewonnen hat.
Rachel Young (Anna Galvin) ist Ivys und Adams Mutter. Sie liefert Mahlzeiten an Senioren und kann sehr hilfsbereit sein. Sie ging mit Direktor Tater zur Schule, wo sie verdächtigt wurde, Leim in dessen Kostüm geschmiert zu haben, woraufhin er eine Glatze bekam. Später stellte sich heraus, dass die eifersüchtige Mrs Slabinsky dafür verantwortlich war.
Hutch Anderson (Brett Dier) ist ein Schüler und Ivys Wunschbeziehung. Meist ignoriert er ihre Annäherungsversuche, als er doch ein Rendezvous will, lehnt sie ab, weil bei seinem Kuss im Gegensatz zu Arthur kein Funke übersprang. Er ist ein Rettungsschwimmer und versuchte Adam zu retten, als der als Mumie verkleidet war. Er spielte Romeo in Romeo und Julia, doch Ivy sabotierte ihn, damit er dabei Echo nicht küssen kann.
Arthur (Gordon Douglas Myren) ist ein von Adam Young hergestellter Roboter, der wie ein Schüler aussieht und auch als solcher vorgestellt wird. Sein vollständiger Name ist Automatic roboting teenager hippocatimus umbrella rainbow. Er erfüllt seinen Zweck, indem er Slab in seine Schranken weist. Durch seinen absoluten Gehorsam verrät er Rektor Tater seine tatsächliche Herkunft und will ihn danach töten. Er wird von Adam gestoppt und im Müll entsorgt, taucht aber in einer späteren Folge mit Roboterfamilie auf und frustriert die damals verliebte Ivy völlig.
Barbie (Chelan Simmons) ist eine von Arthur hergestellte Roboterfrau. Ihr vollständiger Name ist Beautiful automatic robotic babe bicycle eggplant.
Bradley ist der Sohn von Barbie. Sein Name bedeutet Baby roboting automatic droid lemon elephant yoyo. Adam kümmert sich um ihn, um Echo zu beeindrucken.
Lucy(Daliah Bela) ist die Tochter von Barbie. Ihr Name ist der Serie Peanuts entliehen. Sie ist wie ihre Eltern mit hydraulischen Roboterarmen ausgestattet und spielt am liebsten hide and seek and destroy, rettet aber Adam vor der Vernichtung durch Arthur, weil sie ihn mag.
Tina Rae ist ein von Derby und Ivy aus einer Lampe gebasteltes gefaktes Roboterbaby, um Arthur und Barbie zu überzeugen, dass sie echte Roboter sind. Sein Name ist " This is not a robot avocado earmuff ". Um nicht aufzufallen, wird es von Derby in Sheila umbenannt. Auch Echo kümmert sich rührend um Tina.

## Produktion
Mr. Young wird live vor Publikum im kanadischen Vancouver aufgezeichnet. Die Dreharbeiten der ersten Staffel fanden von September 2010 bis März 2011 statt. Am 29. April 2011 wurde die Serie um eine 26 Folgen umfassende zweite Staffel verlängert. Im darauffolgenden Jahr wurde wieder im April die dritte Staffel von Mr. Young bestellt, deren Dreharbeiten von Mai bis November 2012 andauerten.
In den Vereinigten Staaten wird Mr. Young beim Sender Disney XD ausgestrahlt.
In Deutschland wurde die erste Staffel in deutscher Synchronisation am 9. Februar 2017 auf Netflix veröffentlicht.

## Staffelübersicht
| Staffel   | Episoden | Erstausstrahlung (Kanada) YTV          | Erstausstrahlung (USA) Disney XD        | Erstveröffentlichung (D/A/CH) Netflix |
| --------- | -------- | -------------------------------------- | --------------------------------------- | ------------------------------------- |
| Staffel 1 | 26       | 1. März 2011 bis 13. Dezember 2011     | 26. September 2011 bis 13. Februar 2012 | 9. Februar 2017                       |
| Staffel 2 | 27       | 12. März 2012 bis 16. Oktober 2012     | 11. Juni 2012 bis 24. Februar 2013      |                                       |
| Staffel 3 | 25       | 6. November 2012 bis 28. November 2013 |                                         |                                       |